# جوان و زیبا
جوان و زیبا (به فرانسوی: Jeune & Jolie) فیلم درام فرانسوی به کارگردانی فرانسوا اوزون است. این فیلم برای نخل طلایی در جشنواره فیلم کن ۲۰۱۳ نامزد دریافت جایزه بود، و همچنین ستایش منتقدان فیلم را دریافت کرده‌است.

## خلاصه فیلم
ایزابل تعطیلات تابستانی خود را به همراه خانواده‌اش در جنوب فرانسه می‌گذراند. او تصمیم می‌گیرد برای از دست دادن بکارت خود با یک پسر آلمانی به نام فلیکس بخوابد، اما تجربهٔ سردی کسب می‌کند.
در پاییز او در حال کاوش در تمایلات جنسی خود به وسیلهٔ کار به عنوان یک زن روسپی تحت نام لئا و ملاقات با یک مرد مسن تر به نام جورج، و مشتریان مختلف دیگر است. در یکی از برخورد با جورج او از حمله قلبی می‌میرد، ایزابل صحنه را ترک می‌کند و از روسپیگری دست می‌کشد. پلیس در نهایت او را پیدا می‌کند و زندگی مخفی او را به مادرش آشکار می‌کند و ....

## جوایز و افتخارات
| جوایز                  | جوایز                 | جوایز                   | جوایز    | جوایز |
| جایزه / جشنواره فیلم   | طبقه / بخش            | دریافت‌کننده‌ها / نامزدها | نتیجه    |       |
| ---------------------- | --------------------- | ----------------------- | -------- | ----- |
| جشنواره فیلم کن ۲۰۱۳   | نخل طلا               | فرانسوا اوزون           | نامزدشده |       |
| جشنواره فیلم سن‌سباستین | TVE Otra Mirada Award | فرانسوا اوزون           | برنده    |       |